# The Aerial Submarine
The Aerial Submarine (Deutsch: Das Luft-U-Boot oder Das fliegende U-Boot) ist ein britischer Science-Fiction- und Piratenfilm von 1910. Die Produktion ist der zweite Teil einer Trilogie von Walter R. Booth über die zukünftige militärische, kriminelle und terroristische Verwendung von Luftschiffen.

## Handlung
Eine Familie beobachtet am Strand, wie ein aufgetauchtes U-Boot entladen wird. Neugierig geworden, gehen ein junger Mann und ein junges Mädchen zu dem Fahrzeug. Der junge Mann besitzt einen Fotoapparat, mit dem er eine Aufnahme des Bootes macht. Die Bootsbesatzung, die sich nun als Piratentruppe entpuppt, nimmt beide gefangen. Im Getümmel der Gefangennahme fällt die Kamera zu Boden, was von den Piraten nicht bemerkt wird. Wie sich herausstellt, wird das Boot von einer Kapitänin kommandiert, die im Gegensatz zu den zivil gekleideten Piraten einen Matrosenanzug trägt.
Auf dem U-Boot können sich die beiden Entführten frei bewegen und die fremdartige Unterwasserwelt durch Bullaugen beobachten. Die Piraten torpedieren ein Passagierschiff, auf dessen Deck die Passagiere entspannen und den Vollmond genießen. Der Dampfer sinkt und die Piraten bergen in Tauchanzügen Teile der Ladung.
Am Entführungsort findet ein Mann die Kamera des jungen Mannes. Die darin enthaltene Aufnahme von dem U-Boot wird entwickelt. Der Vater der Entführten bringt das Foto als Beweis zur Marine, die nun ein eigenes U-Boot zur Verfolgung des Piratenboots einsetzt.
Die Marine verfolgt das Piratenboot, das aber überraschenderweise fliegen kann und sich seinen Verfolgern durch den Aufstieg in die Luft entzieht und das Marineboot mit einer Bombe versenkt.
Im Maschinenraum des Piratenboots wirft ein offensichtlich betrunkener Pirat eine brennende Zigarette weg und löst eine Explosion aus, die das Boot zum Absturz bringt. Es landet auf dem Land. Piraten und Entführte verlassen das brennende Wrack. Es wird von einem Doppeldecker bombardiert und vollständig zerstört.

## Produktionsnotizen
Soweit bekannt, sind weder nähere Angaben zur Produktion noch zu den Darstellern überliefert (Stand 2024). Offensichtlich wurde in die Spielfilmhandlung die Dokumentaraufnahme eines echten U-Boots montiert.
Vorgänger des Films war 1909 Der Luftkrieg der Zukunft. 1911 folgte mit The Aerial Anarchists der dritte Teil der Trilogie. Das Werk gilt als verschollen. Literarische Vorlage war der 1893 erschienene SF-Roman Hartmann the Anarchist von Edward Douglas Fawcett (1866–1960).